# IC 1437
IC 1437 ist eine linsenförmige Galaxie vom Hubble-Typ S0-a im Sternbild Aquarius auf der Ekliptik. Sie ist schätzungsweise 405 Millionen Lichtjahre von der Milchstraße entfernt.
Das Objekt wurde am 5. November 1891 von Stéphane Javelle entdeckt.